# 呉市二河野球場
呉市二河野球場（くれし・にこうやきゅうじょう）は、広島県呉市の二河公園内にある野球場。

## 概要
施設は呉市が所有し、呉市体育振興財団が指定管理者として運営管理を行っている。2019年4月26日、呉市に本社を置く 大之木建設株式会社 とネーミングライツ（命名権）契約を交わし、同年5月1日から2024年3月31日までの5年間「鶴岡一人記念球場」（つるおかかずときねんきゅうじょう）の名称とすることになった。企業名でなく鶴岡の名を冠したのは、呉を出身地とする鶴岡の野球界での業績に加え、同社の創業者・大之木一雄が、広島商業学校で鶴岡の1年先輩だったことから鶴岡の次女・香が大阪営業所営業課長として在職し、鶴岡自身も南海ホークスの監督を退任した後、逝去まで非常勤取締役を務めるなど家族ぐるみで交流があり、鶴岡の持つ豊富な人脈が同社の発展に寄与したことも関係している。

## 歴史
1951年に竣工。1993年に全面改修された。
収容人数は、内野9900人、外野5100人である。 6基の夜間照明柱を完備しており、ナイターを行うことができ、1993年から2002年までは広島東洋カープのオープン戦と公式戦が各1試合程度開催されていた。公式戦は1999年以降しばらく行われていなかったものの、2007年8月21日に広島対横浜戦が8年ぶりに開催された。以降は築40年が経過し老朽化の進む福山市民球場に代わりカープ主催ゲームが多く行われている。
1954年に結成された新日本リーグでは、広島グリーンズ（広島カープ2軍）の本拠地であった。
瀬戸内海の温暖な地域にあるため、過去にはプロ野球のキャンプが張られた。鶴岡一人はこの近所の育ちで、それが理由からか南海ホークスが長くキャンプを張った。西鉄ライオンズも1953年にここでキャンプを行った。カープも日南の前、1960年代の初めにはここでキャンプを張り、日南キャンプが始まってからも、二軍は当地でキャンプを張っていた。大野豊の入団テストが行われたのもここである。
南海は鶴岡の監督退任後、高知県幡多郡大方町（現：黒潮町）や和歌山県田辺市でキャンプを行っていた。1981年に監督に就任したドン・ブレイザーが呉キャンプを復活させ、1986年に南海最後の監督に就任し、鶴岡を師と仰ぐ杉浦忠の時代まで続いたが、ダイエーへの売却後は、直後の1988年秋季キャンプが最初で最後となった。
杉浦監督時代には、当時文化人だった仲良しの長嶋茂雄が杉浦の激励に小型飛行機をチャーターして派手に当地を訪れた。
全国高等学校野球選手権広島大会の会場の一つとして使用されるほか、また1990年代には韓国野球委員会に所属していた太平洋ドルフィンズ（のちの現代ユニコーンズ）、サンバンウル・レイダースのキャンプが行われたことがある。他にも近畿大学が1996年から春合宿を張るなど、大学野球のキャンプでも使用されることがある。
鶴岡の他、浜崎真二、藤村富美男、広岡達朗など呉出身の著名選手は皆、この球場近くの出身である。
- プロ試合開催日はこれまでのところ他の多くの地方球場と同様平日ナイターのみである（オープン戦を除く）。
- 2007年から2014年までの8年間は、2011年を除く全ての年で当球場での試合が公式戦日程に組み込まれていた。
- 2011年3月11日に発生した東日本大震災の影響でプロ野球開催が延期した事により、広島東洋カープはマツダスタジアムを使用できない（他球団に練習で貸出等）日に二河球場で練習していた。

## プロ野球開催記録
- (D)→デイゲーム
- (N)→ナイトゲーム

### オープン戦
- 1997年3月09日(D)　広3-西0　勝：山内 S：白井 敗：横田 本塁打：無し　<観客>6,000人
- 1998年3月08日(D)　広7-ヤ0　勝：長谷川 敗：田畑 本塁打：無し　<観客>6,000人
- 1999年3月14日(D)　広1-日3　勝：金村 S：シュールストロム 敗：紀藤 本塁打：江藤1号　<観客>5,000人
- 2002年3月17日(D)　広6-ダ1　勝：鶴田 敗：倉野 本塁打：小久保3号・東出2号・新井5号　<観客>10,000人

### 公式戦
- 1995年7月11日(N)　広3-神1　勝：大野 S：佐々岡 敗：郭李 本塁打：桧山6号・金本16号　<観客>15,000人
- 1995年8月11日(N)　広4-横8　勝：田辺 敗：紀藤 本塁打：秋元5号・緒方6号　<観客>14,000人
- 1996年7月03日(N)　広8-横2　勝：前間 敗：三浦 本塁打：江藤17号　<観客>14,000人
- 1997年8月21日(N)　広3-中2　勝：高橋英 敗：中山 本塁打：野村10号　<観客>14,000人
- 1999年8月03日(N)　広5-横8　勝：阿波野 S：五十嵐 敗：紀藤 本塁打：谷繁5号・金本20号・江藤16号・嶋1号　<観客>14,000人
- 2007年8月21日(N)　広4-横9　勝：寺原 敗：小山田 本塁打：村田20号　<観客> 13,010人
- 2008年8月04日(N)　広12-ヤ11 勝：横山 S：永川 敗：押本 本塁打：ガイエル11号　<観客> 12,619人
- 2009年5月28日(N)　広4-ロ3　勝：ルイス S：永川 敗：小林宏 本塁打：サブロー7号　<観客> 12,048人
- 2010年5月13日(N)　広4-楽6　勝：永井 S：川岸 敗：青木高 本塁打：廣瀬2号　<観客> 13,047人
- 2012年4月17日(N)　広3-De0　勝：大竹 S：サファテ 敗：国吉 本塁打：梵1号、廣瀬1号　<観客> 11,851人
- 2013年5月17日(N)　広12-オ1　勝：野村 敗：海田  <観客> 13,094人
- 2014年6月09日(N)　広0-オ2　勝：松葉  S：平野佳  敗：野村 <観客>13,334人
- 2016年4月12日(N)　広3-中1　勝：野村  S：中崎  敗：若松 本塁打：エルドレッド2号、<観客>13,026人
- 2018年4月17日(N)　広7-ヤ4　勝：薮田 S：中崎  敗：原 本塁打：山田哲3号、松山2号　<観客>13,092人
  - 入場者数は2004年以前の試合は、主催者側の判断による概数。2005年以降はチケットの発券枚数による実数。

## 施設概要
- 両翼：97.5m、中堅：122m
- 内野：クレー舗装、外野：天然芝
- 収容人員：15,000人
- 照明設備：6基
- スコアボード：磁気反転式

## 交通
- 西日本旅客鉄道呉線呉駅から広島電鉄焼山・熊野・苗代方面行き（昭和支所経由）で「上山手橋」もしくは「二河公園」下車
- 呉駅から徒歩約20分
- 広島バスセンターから広島電鉄・JRバス中国呉行き高速バス(クレアライン経由)で「体育館前」下車
- プロ野球開催に際し、呉駅からの臨時シャトルバスや臨時列車の設定は無い。臨時の無料駐車場も無いため、自動車で来場する場合は近隣のコインパーキングを利用する必要がある。
- 近年におけるプロ野球開催は平日ナイターが基本であり、こういったアクセス面で大きな課題を抱えている。2021年2月現在、西日本旅客鉄道呉線呉駅の広島駅方面の最終列車は23:18発で徒歩20分以上は費やす事を考えれば、試合を最後まで観戦できない可能性もある。